# Скобцов, Юрий Даниилович
Юрий (Георгий) Даниилович Скобцов (27 февраля 1921, Тифлис — 1 февраля 1944, концлагерь Дора-Миттельбау) — иподиакон, общественный деятель, участник французского Сопротивления, причислен к лику святых.

## Биография
Родился 27 февраля 1921 года в семье Елизаветы Юрьевны Скобцовой (позже ставшей известной под именем Мать Мария) и Д. Е. Скобцова-Кондратьева. Эмигрировал с матерью. Жил в Париже.
Принимал участие в работе благотворительной и культурно-просветительной организации помощи русским эмигрантам «Православное дело».
В 1934 был посвящён в стихарь, с 1943 года — иподиакон. Во время немецкой оккупации участвовал в движении Сопротивления, помогал гонимым.
8 февраля 1943 года в помещении «Православного дела» в отсутствие его руководителей был произведён обыск. У двадцатидвухлетнего Юрия в кармане нашли записку еврейской женщины, просившей священника Димитрия Клепинина о выдаче ей свидетельства о крещении. Юрия арестовали и увезли в гестапо. На следующий день был арестован Димитрий Клепинин, а 10 февраля — и Мария Скобцова.
Юрий был заключён в лагерь Руалье (под Парижем), переведён в Бухенвальд, затем в лагерь Дора, где погиб 1 февраля (по другим сведениям, 10 февраля) 1944 года.
Канонизирован Константинопольским Патриархатом в 2004 году и причислен к лику святых. Канонизация состоялась в Париже, в Александро-Невском соборе на улице Дарю.